# برايان نورث لي
برايان نورث لي (بالإنجليزية: Brian North Lee)‏ هو مدرس بريطاني، ولد في 27 ديسمبر 1936، وتوفي في 24 فبراير 2007.